# Kafr Khasher
Kafr Khasher (tiếng Ả Rập: كفر خاشر) là một ngôi làng ở phía bắc tỉnh Aleppo, tây bắc Syria. Nó nằm trên đồng bằng Queiq 4 kilômét (2,5 mi) về  phía nam Azaz, và khoảng 35 km (22 mi) về phía bắc thành phố Aleppo. Đường sắt Baghdad đi qua.

Ngôi làng hành chính thuộc về Nahiya Azaz ở quận Azaz. Các địa phương lân cận bao gồm Kafr Kalbin 2 km (1,2 mi) về phía đông và Menagh 3 km (1,9 mi) về phía tây nam. Trong cuộc điều tra dân số năm 2004, Kafr Khasher có dân số là 246.  